# Otjiwarongo

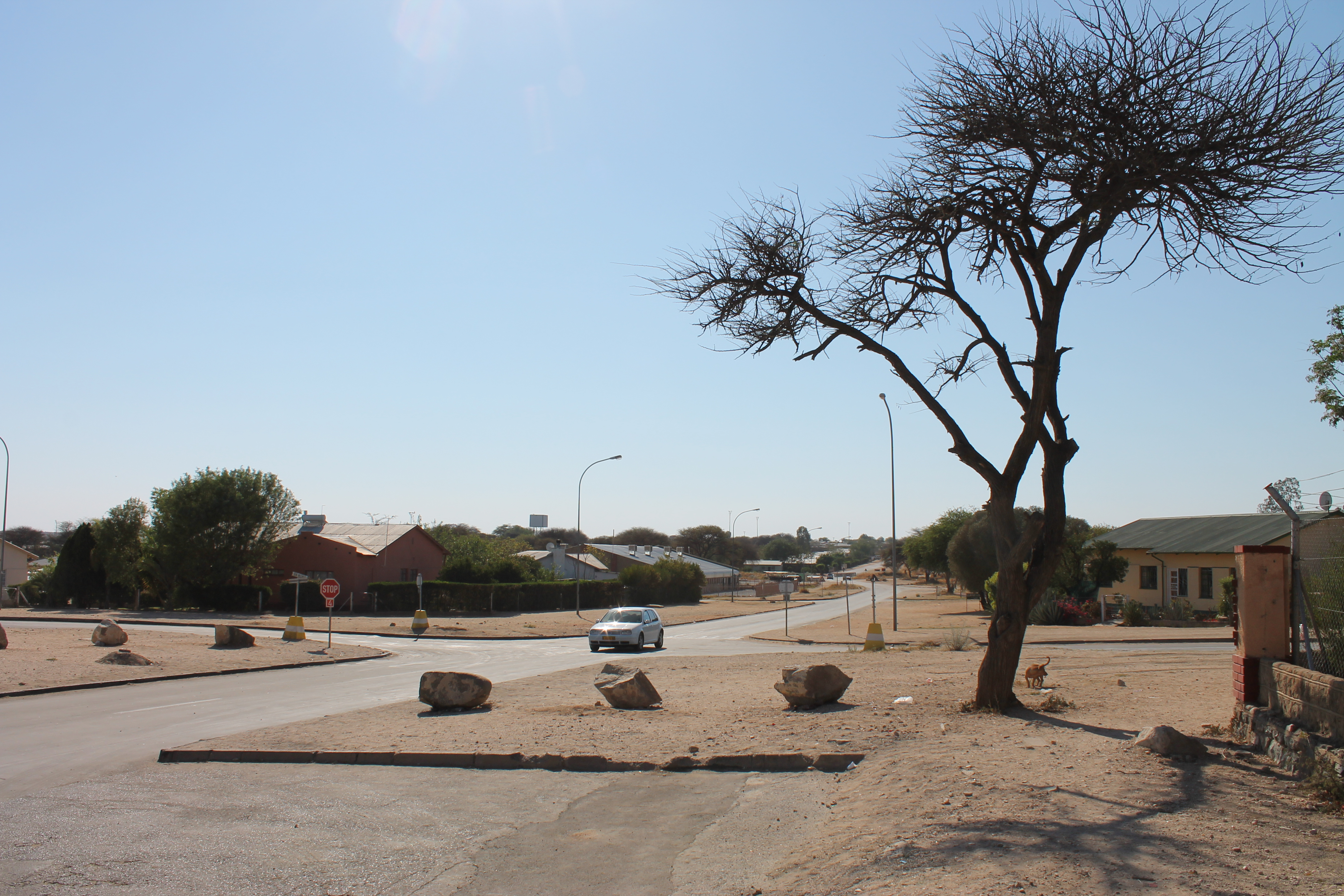
Wohngebiet (2013)

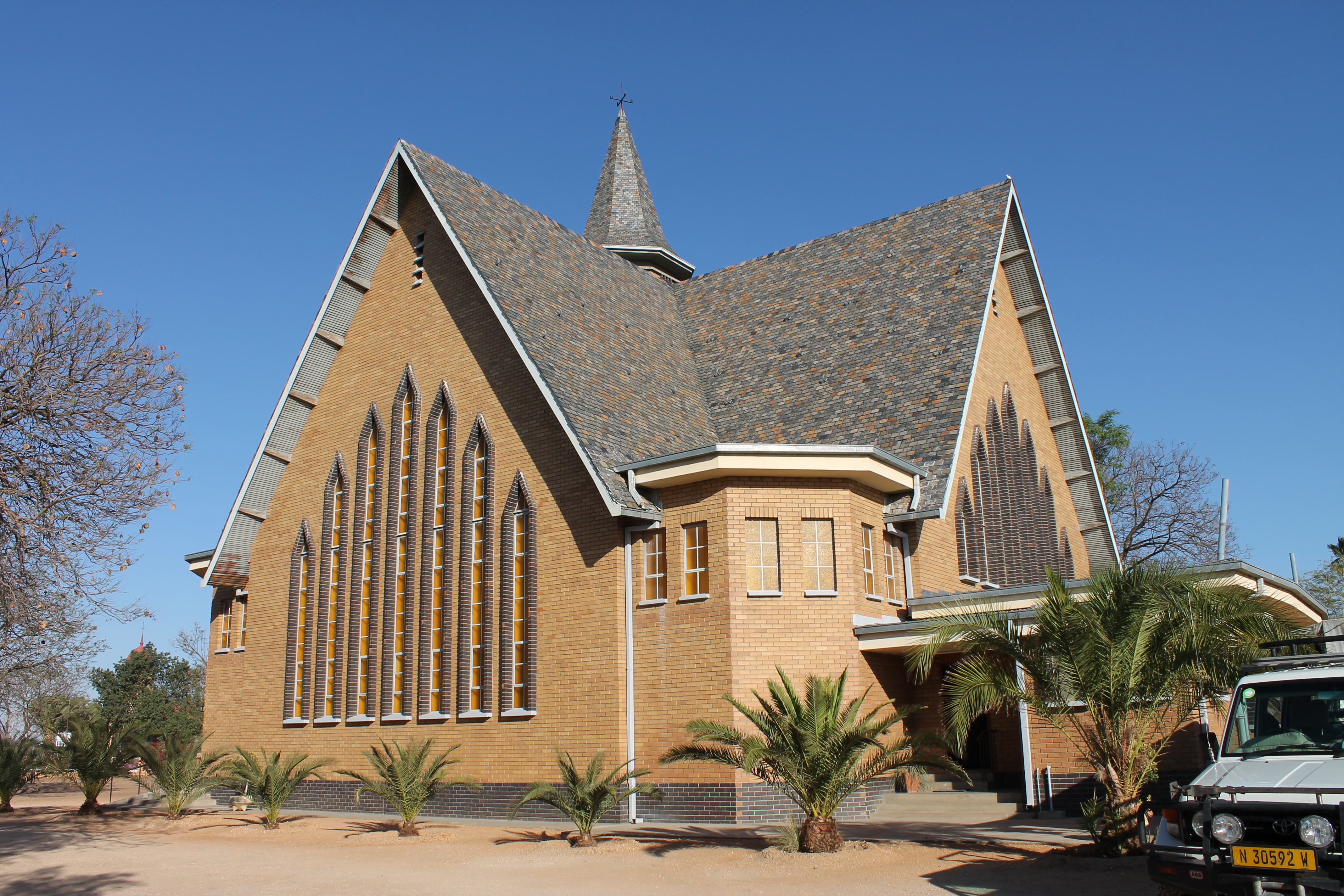
Römisch-kath. Kirche (2013)

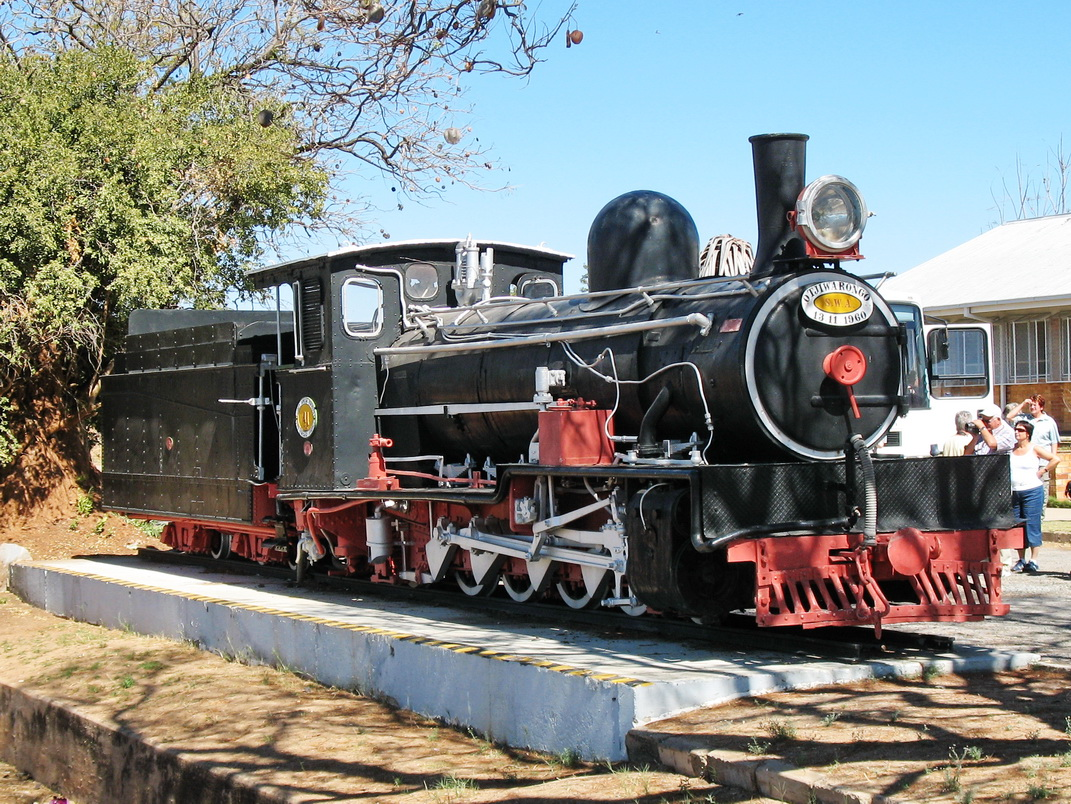
Historische Lokomotive (2006)

Otjiwarongo (Herero für „schöner Platz der fetten Rinder“; historisch in Khoekhoegowab Gûdi-ǁGamsKlicklaut) ist Verwaltungssitz und Hauptstadt der Region Otjozondjupa (Namibia) sowie Kreisstadt des gleichnamigen Wahlkreises. Die Stadt hat 49.000 Einwohner auf einer Fläche von knapp 131 km².
Sie liegt zentral an der B1 zwischen dem nordnamibischen Maisdreieck (Otavi, Tsumeb, Grootfontein) und der 250 Kilometer südlich gelegenen Hauptstadt Windhoek. Otjiwarongo ist dadurch gut erreichbar und hat dementsprechend Funktionen als Stadt und insbesondere als Zentrum für das landwirtschaftlich geprägte Umland, in dem unter anderem die Orte Kalkfeld und Okakarara liegen. Rund 50 Kilometer südöstlich der Stadt liegt das Waterberg-Massiv; 70 Kilometer südlich der Berg Etjo.

## Geschichte
Otjiwarongo wurde 1892 als einer der ersten Orte in Südwestafrika gegründet. 1900 zogen die ersten deutschen Siedler in den zuvor nur von Herero und wenigen Damara bewohnten Ort, an dem 1904 auch der Aufstand der Herero und Nama begann. 1906 eröffnete Julius Doll den ersten Laden in Otjiwarongo.
Am 2. April 1906 erhielt der Ort einen Eisenbahnanschluss an die Otavibahn. Vor dem Bahnhof steht noch die alte Dampflok „Nr. 41“, die im Jahre 1912 von der Firma Henschel in Kassel gebaut wurde, weshalb sie heute oft „alte Henschel-Lokomotive“ genannt wird. Sie wurde einst auf der Bahnlinie zwischen Swakopmund und Otavi eingesetzt.
Das Stadtrecht wurde dem aufgrund der zentralen Lage beträchtlich gewachsenen Ort 1939 verliehen.

## Bevölkerung und Sprachen
90 % der Einwohner sollen Afrikaans sprechen und verstehen. Etwa 75 % sprechen Englisch und ca. 35 % Deutsch. Überwiegend sind jedoch indigene Sprachen wie Otjiherero, Khoekhoegowab und Oshivambo anzutreffen.

## Kommunalpolitik
Bei den Kommunalwahlen 2020 wurde folgendes amtliches Endergebnis ermittelt.
| Partei    | Stimmen | Stimmenanteil | Sitze |
| --------- | ------- | ------------- | ----- |
| SWAPO     | 3128    | 52,53 %       | 4 ▼   |
| IPC       | 1208    | 20,29 %       | 1 NEU |
| PDM       | 537     | 09,02 %       | 1 ▬   |
| LPM       | 488     | 08,19 %       | 1 NEU |
| UDF       | 346     | 05,81 %       | 0     |
| NUDO      | 151     | 02,54 %       | 0     |
| RP        | 88      | 01,48 %       | 0     |
| RDP       | 9       | 00,15 %       | 0     |
| Insgesamt | 5955    | 100 %         | 7     |

## Wirtschaft
2008, im „Internationalen UN-Jahr für sanitäre Grundversorgung“, startete das lokale Clay House Project (CHP) zusammen mit der deutschen Entwicklungsorganisation SODI ein neues Projekt: Trockentoiletten, inzwischen über 600 Stück, auch als Otji-Toiletten bekannt, wurden in den Siedlungsgebieten der Stadt Otjiwarongo und anderen Landesteilen gebaut. Damit sollen Infektionserkrankungen, wie Durchfall und Cholera, die eine der größten Gefahren für die Gesundheit und das Leben von Kindern und Erwachsenen darstellen, zukünftig vermieden werden.
Am 2. Juli 2015 vereinbarte der lokale Stromversorger Cenored einen Stromabnahmevertrag mit der HopSol Power Generation. Er sichert die Abnahme von Energie vom HopSol Solarpark Otjiwarongo, dessen Bau im November 2015 abgeschlossen wurde. Die 5-Megawatt-Photovoltaikanlage entstand in der Nähe von Otjiwarongo und soll ab 2016 rund 13,5 Mio. kWh pro Jahr erzeugen.
Im Oktober 2018 nahm die Whale-Rock-Zementfabrik ihren Betrieb auf.

## Bildung
- Karundu Primary School
- Orwetoveni Primary School
- Otjiwarongo Primary School
- Rogate Primary School
- Spes Bona Primary School
- Vooruit Primary School
- TrainOccasion Primary School[9]
- Donatus School Otjiwarongo (von 1966–1995: Deutsche Schule Otjiwarongo)
- Edugate Academy Private School[10]
- Monica Geingos Secondary School
- Otjiwarongo Secondary School[11]
- Paresis Secondary School
- Perivoli Okonjima Country School (bei Otjiwarongo)[12]
- (Deutsche) Privatschule Otjiwarongo (seit 2000)[13]
- Tsaraxa-Aibes Combined School

## Sehenswürdigkeiten
- ETANENO ist ein 1999 von Erwin Gebert und Alfonso Hüppi errichtetes Kunstmuseum und Atelier 50 km südlich von Otjiwarongo.
- Die Stadt ist Sitz zweier Einrichtungen, die sich dem Schutz der afrikanischen Großkatzen verschrieben haben: die AfriCat-Stiftung sowie der Cheetah Conservation Fund.
- Am östlichen Stadtrand von Otjiwarongo befindet sich die älteste Krokodilfarm in Namibia.
- Vor dem Bahnhof befindet sich eine sehenswerte Schmalspurlokomotive (siehe Absatz Geschichte).
- Der Waterberg-Plateau-Park befindet sich etwa 50 Kilometer südöstlich der Stadt.
- Seit Juni 2022 beherbergt die Stadt das nationale Museum für namibische Mode.

## Sport
Die wichtigsten örtlichen Fußballclubs sind Mighty Gunners und Life Fighters, deren Heimstadion das Mokati-Stadion ist.

## Städtepartnerschaften
| Dundas Ensisheim Heusden Mochudi/Kgatleng | Katima Mulilo Khorixas Okakarara Windhoek |

Quelle:

## Söhne und Töchter der Stadt
- Johan Strydom (* 1938), Richter
- Hage Geingob (1941–2024), Politiker, erster Premierminister und dritter Präsident Namibias
- Niel Barnard (1949–2025), südafrikanischer Geheimdienstchef
- Michaela Hübschle (* 1950), Politikerin
- Asser Mbai (* 1950), Politiker
- Henk Mudge (* 1952), Politiker (RP)
- Vekuii Rukoro (1954–2021), traditioneller Führer der Herero
- Calle Schlettwein (* 1954), Politiker (SWAPO) und Minister
- Agnes Samaria (* 1972), Mittelstreckenläuferin
- Robert Nauseb (* 1974), Fußballspieler und -trainer
- Dan Craven (* 1983), Radrennfahrer
- Maike Diekmann (* 1994), Ruderin